# بلدة أوزرك (كانساس)
بلدة أوزرك هي بلدة في مقاطعة أندرسون، كانساس، الولايات المتحدة الأمريكية. اعتبارًا من تعداد 2010، كان عدد سكانها 578.

## التاريخ
تأسست بلدة أوزرك عام 1859.

## روابط خارجية
- مدينة سيتي.كوم